# Rashōmon (nouvelle)

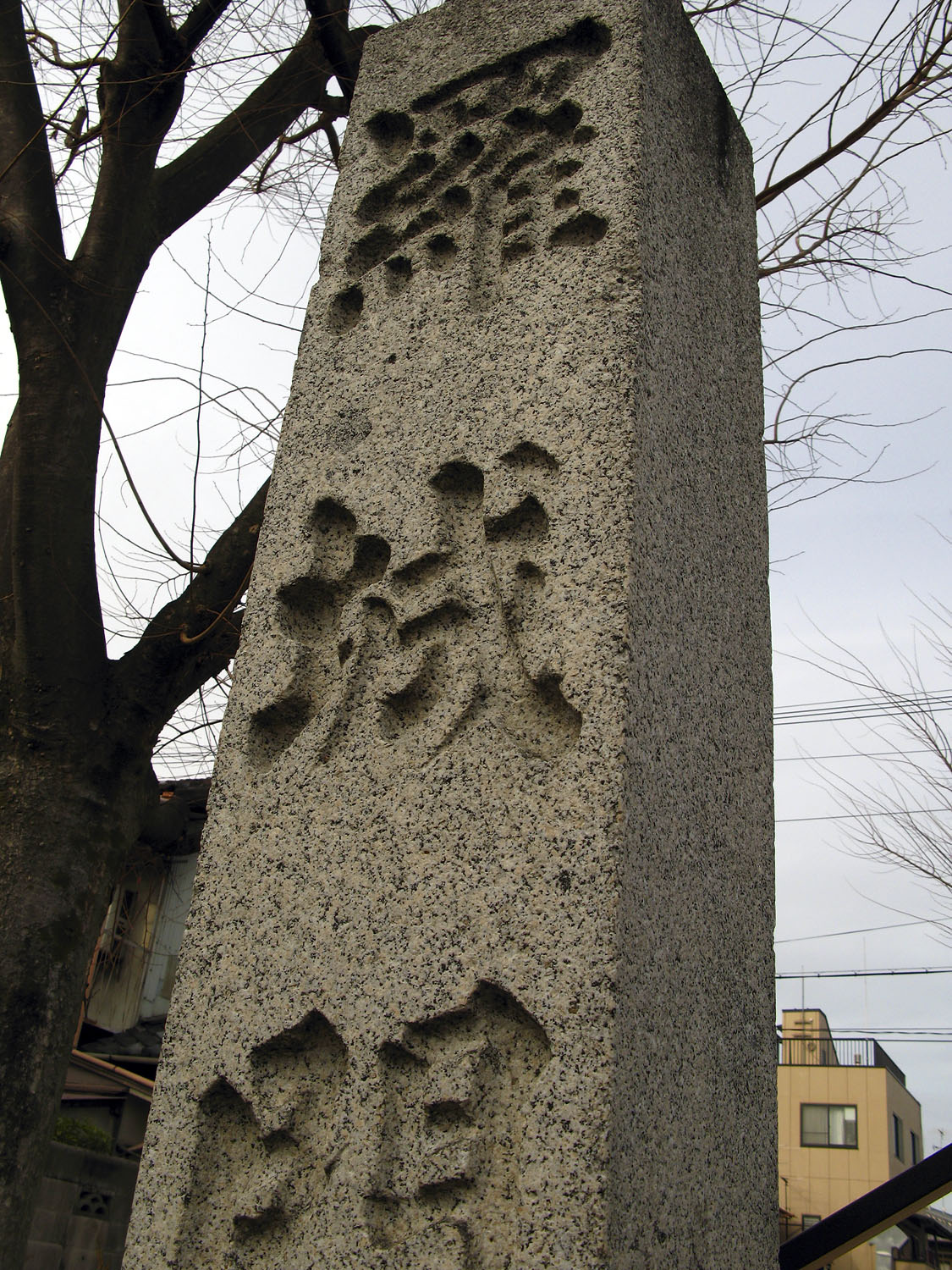
Emplacement de la porte Rashō.

Pour les articles homonymes, voir Rashōmon.
Rashōmon (羅生門) est une nouvelle écrite par Ryūnosuke Akutagawa. Elle parut en 1915 dans la revue Shinshichō. Elle explore le dilemme d'un homme confronté à l'alternative « mourir de faim ou voler ».

## Résumé
L'action se déroule sous la porte Rashō de laquelle la nouvelle tire son nom. Un soir, un homme famélique s'y abrite de la pluie et y découvre une vieillarde arrachant les cheveux des cadavres. Ce récit de jeunesse d'Akutagawa Ryūnosuke baigne dans une ambiance sombre et étrange.

## Place dans l'œuvre de l'écrivain
Deuxième nouvelle publiée de l'auteur après Vieillesse (1914), elle est celle qui le propulse dans le monde des lettres. Elle incarne à la perfection la nouvelle voie qu'essaye de créer Akutagawa Ryūnosuke au-delà de l'opposition entre les classiques orientaux (japonais et chinois) et la littérature occidentale de son époque.

## Postérité
Contrairement à ce que l'on pourrait penser, Rashōmon n'inspire pas l'intrigue du film du même nom d'Akira Kurosawa, qui ne lui emprunte que le lieu où se rencontrent les protagonistes (la porte Rashō). En réalité, le film s'inspire de Dans le fourré.
En France, les deux nouvelles sont réunies dans le même recueil avec Figures infernales et Gruau d'ignames (et quelques autres dans l'édition Gallimard de 1986 mais pas dans la réédition de 2003 en collection de poche Folio).
Il existe un remake américain du film de Kurosawa, qui date de 1964 : L'Outrage (The Outrage) de Martin Ritt, avec Paul Newman, Claire Bloom, Edward G. Robinson.
Le livre lui-même joue un rôle dans le film Ghost Dog : La Voie du samouraï de Jim Jarmusch[réf. nécessaire]. De même, dans l'anime tiré du manga After the rain (恋は雨上がりのように) (épisode 8 saison 1), l'héroïne Tachibana Akira doit étudier le célèbre texte.